# Marmorfischeule
Die Marmorfischeule (Scotopelia bouvieri, Syn.: Bubo bouvieri), gelegentlich auch Streifenfischeule oder Strichelrosteule genannt, ist eine nicht gefährdete Art aus der Familie der Eigentlichen Eulen (Strigidae).

## Merkmale
Die Marmorfischeule wird zwischen 46 und 51 Zentimetern groß. Der obere Teil des Gefieders ist hellbraun. Der untere Teil des Körpers ist weiß mit dunklen Sprenkeln. Die Augen sind dunkel.

## Verbreitung und Lebensraum
Das Verbreitungsgebiet erstreckt sich auf eine Fläche von rund 1.100.000 Quadratkilometer. Die Gesamtpopulation dieser Spezies unterschreitet nicht die Schwelle, die durch die IUCN vorgegeben ist. Deshalb wird die Eule als „nicht gefährdet“ (least concern) eingestuft.
Man findet den Vogel in den Ländern Angola, Kamerun, zum Beispiel im Korup-Nationalpark, Zentralafrikanische Republik, Republik Kongo, zum Beispiel in der Region Loango, Demokratische Republik Kongo, Gabun und Nigeria, zum Beispiel Agenbode.
Als Lebensraum bevorzugt die Eule Frischwassergebiete im Wald (subtropisch und tropisch) sowie Feuchtgebiete.

## Etymologie und Forschungsgeschichte
Die Erstbeschreibung der Marmorfischeule erfolgte 1875 durch Richard Bowdler Sharpe unter dem Namen Scotopelia bouvieri. Als Fundort nannte er Lopé in Gabun. Das Typusexemplar wurde von Victor de Compiègne (1846–1877) und Antoine-Alfred Marche (1844–1898) gesammelt und befand sich im Fundus von Aimé Bouvier (1844–1919). 1850 führte Charles Lucien Jules Laurent Bonaparte die neue Gattung Scotopelia für die Bindenfischeule (Scotopelia peli) ein. Dieser Name leitet sich vom altgriechischen Wort aus σκοτος scotos, deutsch ‚Dunkelheit, Düsternis‘ ab. Das Artepitheton bouvieri widmete Sharpe dem Besitzer des Fundus.

## Belege
- Charles Lucien Jules Laurent Bonaparte: Conspectus generum avium. Band 1. E. J. Brill, Leiden 1850 (biodiversitylibrary.org).
- Josep del Hoyo, Andrew Elliott, Jordi Sargatal, Nigel J.Collar: Handbook of the Birds of the World. 5 (Barn Owls to Hummingbirds). Lynx Edicions, Barcelona 1999, ISBN 978-84-87334-25-2.
- Richard Bowdler Sharpe: Contribution to the History of the Accipitres. Notes on the Birds of Prey in the Museum at the Jardin des Plantes and in the Collection of Mons. A. Bouvier. In: The Ibis (= 3. Band 5). Nr. 18, 1875, S. 253–261 (biodiversitylibrary.org).